# Гульзув
Гульзув (пол. Gulzów) — село в Польщі, у гміні Огродзенець Заверцянського повіту Сілезького воєводства.
Населення — 292 особи (2011).
У 1975-1998 роках село належало до Катовицького воєводства.

## Демографія
Демографічна структура станом на 31 березня 2011 року:
|          | Загалом | Допрацездатний вік | Працездатний вік | Постпрацездатний вік |
| -------- | ------- | ------------------ | ---------------- | -------------------- |
| Чоловіки | 146     | 28                 | 99               | 19                   |
| Жінки    | 146     | 22                 | 85               | 39                   |
| Разом    | 292     | 50                 | 184              | 58                   |